# Trichomycterus megantoni
Trichomycterus megantoni är en fiskart som beskrevs av Fernández och Chuquihuamaní 2007. Trichomycterus megantoni ingår i släktet Trichomycterus och familjen Trichomycteridae. Inga underarter finns listade i Catalogue of Life.